# マンガ・アニメミュージアム
マンガ・アニメミュージアムは、漫画やアニメ作品に関する資料を展示する博物館・美術館。

## 概要
漫画作品やアニメ作品のセル画やフィルム、原画、キャラクターなどを展示する博物館や美術館を指す。小型のテーマパーク形態で同等の展示をしている施設もある。2009年（平成21年）時点で全国に60館ほどあるとされている。
ミュージアムショップを設置したりアニメの様々なイベントや国際アニメーション映画協会公認の映画祭、インディーズのアニメーション映画祭などを開催している所もある。漫画関連の文化研究用途に貴重な資料を有する図書室・閲覧棚や研究室を併設しているところもある。

## 日本の漫画・アニメ博物館一覧

### 北海道・東北
- 北海道厚岸郡 - モンキー・パンチ・コレクション（浜中町総合文化センター内）
- 北海道湧別町 - 湧別町漫画美術館（文化センターTOM）
- 北海道札幌市 - おおば比呂司記念室（札幌市資料館）
- 岩手県遠野市 - 遠野蔵の道ギャラリー
- 山形県新庄市 - 新庄まちなか漫画ミュージアム（旧新庄・最上漫画ミュージアム）[1]
- 宮城県登米市 - 石ノ森章太郎ふるさと記念館
- 宮城県石巻市 - 石ノ森萬画館
- 宮城県塩竈市 - 長井勝一漫画美術館（ふれあいエスプ塩竈）
- 宮城県仙台市 - 仙台アンパンマンこどもミュージアム&モール
- 秋田県横手市 - 横手市増田まんが美術館
- 福島県塙町 - 富永一朗はなわ漫画廊（塙町コミュニティプラザ）
- 福島県小野町 - リカちゃんキャッスル
- 福島県会津若松市 - マンガ館会津冒険堂
- 福島県田村郡三春町 - 空想とアートのミュージアム 福島さくら遊学舎
- 福島県須賀川市 - 須賀川特撮アーカイブセンター

### 関東
- 栃木県下都賀郡 - おもちゃのまちバンダイミュージアム
- 群馬県渋川市 - 財団法人竹久夢二伊香保記念館
- 群馬県吾妻郡 - 富永一朗あづま漫画廊
- 埼玉県さいたま市 - さいたま市立漫画会館
- 埼玉県飯能市 - ムーミンバレーパーク
- 埼玉県所沢市 - 角川武蔵野ミュージアム 1F マンガ・ラノベ図書館/3F EJアニメミュージアム（ところざわサクラタウン内）
- 千葉県佐倉市 - 真琴画廊
- 千葉県習志野市 - 日本漫画資料館
- 千葉県松戸市 - 昭和ロマン館
- 東京都千代田区 - 明治大学 東京国際マンガ図書館（仮称・当初の開館目標は2014年）
- 東京都千代田区 - 明治大学 米沢嘉博記念図書館
- 東京都千代田区 - 明治大学 現代マンガ図書館〈内記コレクション〉（米沢壽博記念図書館と併設する形で新宿区から移転、2021年3月19日にリニューアルオープン[2]）
- 東京都江東区 - 江東区森下文化センター 田河水泡・のらくろ館
- 東京都江東区 - ガンダムフロント東京
- 東京都文京区 - 弥生美術館
- 東京都練馬区 - 東映アニメーションミュージアム（東映アニメーション大泉スタジオ内、旧東映アニメーションギャラリー、2018年7月28日に再オープン）
- 東京都渋谷区 - 声優ミュージアム
- 東京都渋谷区 - 青山GoFa
- 東京都渋谷区 - 東京アニメセンター（秋葉原から2017年に新宿区市谷田町に移転、2021年に渋谷モディに再移転）
- 東京都杉並区 - ギャラリィ・ゴーシュ
- 東京都杉並区 - GoFaLAB
- 東京都杉並区 - 東京工芸大学 杉並アニメーションミュージアム
- 東京都世田谷区 - 松本かつぢ資料館
- 東京都世田谷区 - 長谷川町子美術館・長谷川町子記念館
- 東京都豊島区 - 豊島区立トキワ荘マンガミュージアム
- 東京都豊島区 - 豊島区トキワ荘通りお休み処
- 東京都豊島区 - アニメ東京ステーション
- 東京都三鷹市 - 三鷹の森ジブリ美術館
- 東京都あきる野市 - 少女まんが館
- 東京都立川市 - 立川まんがぱーく（子ども未来センター）
- 東京都調布市 - 鬼太郎茶屋
- 東京都調布市 - 鬼太郎ひろば
- 東京都町田市 - スヌーピーミュージアム（南町田グランベリーパーク内）[3][4]
- 神奈川県川崎市 - 川崎市市民ミュージアム
- 神奈川県川崎市 - 藤子・F・不二雄ミュージアム
- 神奈川県川崎市 - 日本漫画博物館 まんが寺（常楽寺）
- 神奈川県横浜市 - 横浜アンパンマンこどもミュージアム

### 中部
- 新潟県新潟市 - 新潟市マンガの家
- 新潟県新潟市 - 新潟市マンガ・アニメ情報館
- 富山県氷見市 - 氷見市潮風ギャラリー（藤子不二雄Ⓐアートコレクション）
- 富山県高岡市 - 藤子・F・不二雄ふるさとギャラリー（高岡市美術館2階）
- 石川県能美市 - ウルトラマンスタジアム
- 石川県輪島市 - 永井豪記念館
- 山梨県道志村 - 富永一朗漫画廊（ギャラリー水源の森）
- 長野県千曲市 - 千曲市ふる里漫画館（近藤日出造記念館）
- 長野県飯田市 - 飯田市川本喜八郎人形美術館
- 長野県上田市 - 上田市マルチメディア情報センター（メディアランドUEDA）
- 長野県軽井沢町 - ペイネ美術館（軽井沢タリアセン）
- 岐阜県岐阜市 - リサイクルまんが館
- 岐阜県飛騨市 - まんがサミットハウス（飛騨まんが王国）
- 三重県桑名市 - 名古屋アンパンマンこどもミュージアム&パーク
- 三重県亀山市 - 富永一朗漫画館（かめやま美術館）
- 三重県多気町 - 少女まんが館 TAKI 1735
- 静岡県伊豆市 - 富永一朗忍者漫画館（修善寺虹の郷）
- 静岡県静岡市 - ちびまる子ちゃんランド（エスパルスドリームプラザ）
- 静岡県裾野市 - ぐりんぱ☆シルバニアビレッジ
- 静岡県沼津市 - キン肉マンミュージアム in 沼津

### 近畿
- 滋賀県長浜市 - 海洋堂フィギュアミュージアム黒壁 龍遊館
- 京都府舞鶴市 - 赤レンガマンガぎゃらりぃ
- 京都市中京区 - 京都国際マンガミュージアム
- 京都市右京区 - 東映アニメミュージアム（東映太秦映画村）
- 大阪府東大阪市 - 大阪府立国際児童文学館
- 兵庫県宝塚市 - 宝塚市立手塚治虫記念館
- 兵庫県神戸市 - 神戸アンパンマンこどもミュージアム&モール
- 兵庫県淡路市 - 「淡路マンガ・アニメアイランド」ニジゲンノモリ

### 中国
- 鳥取県境港市 - 水木しげる記念館
- 鳥取県北栄町 - 青山剛昌ふるさと館
- 鳥取県倉吉市 - 円形劇場くらよしフィギュアミュージアム
- 岡山県倉敷市 - いがらしゆみこ美術館
- 岡山県高梁市 - 吉備川上ふれあい漫画美術館
- 岡山県玉野市 - たまののミュージアム
- 広島県広島市 - 広島市まんが図書館

### 四国
- 愛媛県東温市 - 高畠華宵大正ロマン館
- 高知県南国市 - GALLERYタマリン館
- 高知県香美市 - 香美市立やなせたかし記念館 アンパンマンミュージアム
- 高知県高知市 - 横山隆一記念まんが館（高知市文化プラザかるぽーと）
- 高知県四万十町 - 海洋堂ホビー館四万十
- 高知県四万十町 - 海洋堂かっぱ館

### 九州
- 福岡県北九州市 - わたせせいぞうと海のギャラリー
- 福岡県北九州市 - 北九州市漫画ミュージアム
- 福岡県福岡市博多区 - 福岡アンパンマンこどもミュージアム in モール
- 長崎県長崎市 - 清水崑展示館
- 長崎県五島市 - 松薗邸（山本二三美術館）
- 熊本県湯前町 - 湯前まんが美術館（那須良輔記念館）
- 熊本県菊陽町 - 菊陽町図書館（少女雑誌コレクション）[5]
- 熊本県合志市 - 合志マンガミュージアム[6]
- 大分県佐伯市 - 富永一朗海の漫画館

### 閉館した施設
- 福島県只見町 - 昭和漫画館青虫（2006年開館、2017年度（平成29年度）文化庁メディア芸術祭功労賞、2022年7月24日閉館）[7]
- 埼玉県幸手市 - きまぐれスタジオ 美水かがみギャラリー幸手
- 茨城県龍ケ崎市 - 市街地活力センター「まいん」
- 千葉県千葉市 - 東映ヒーローワールド
- 東京都港区 - スヌーピーミュージアム（2016年4月23日〜2018年9月24日の期間限定開館。 その後2019年12月14日に町田市に移転開館）
- 東京都青梅市 - 青梅赤塚不二夫会館
- 静岡県伊豆市 - 内藤ルネ館（内藤ルネ人形美術館）
- 山梨県河口湖町 - すずき大和漫画館
- 山梨県南都留郡 - いがらしゆみこ美術館・山中湖
- 富山県南砺市 - 富永一朗とが漫画館
- 京都府京都市 - KYOTO手塚治虫ワールド
- 広島県尾道市 - アンクル船長の館
- 熊本県荒尾市 - ウルトラマンランド

## 年表
- 1966年（昭和41年）
  - 埼玉県大宮市（現:さいたま市北区）に「大宮市立漫画会館」が開館。近代漫画の先駆者・北澤楽天の晩年の居宅跡に建てられた、政治風刺から家庭漫画まで多彩な作品を描いた楽天の資料などを展示した日本初の漫画に関する公立美術館。
- 1968年（昭和43年）
  - 「日本漫画博物館 まんが寺」 - 川崎市中原区に所在。正式には常楽寺という寺。住職は日本漫画家協会特別会員であり、漫画家を支援した住職に昭和43年の本堂改修に漫画を奉納したことから、寺の本堂の壁やふすま、天井等の至るところに弘法大師の絵日記や時代風刺漫画などが多数描かれている。
- 1985年（昭和60年）
  - 東京都世田谷区桜新町に長谷川町子の個人美術館「長谷川町子美術館」が開館。漫画に加え、テレビアニメ（サザエさん）関連の展示も交えた、現在の「マンガ・アニメミュージアム」のはしりといえる美術館である。2020年（令和2年）7月11日、分館として「長谷川町子記念館」が開館（当初は4月14日開館を予定）し、漫画およびテレビアニメ関連の展示のほとんどはこちらに移された。
- 1988年（昭和63年）
  - 川崎市市民ミュージアムが開館。漫画部門を設置し、公立で初めて総合的に漫画を扱うミュージアムとしてオープン。特別展「手塚治虫の世界」（1988年11月1日～1989年4月23日）開催。
- 1991年（平成3年）
  - フランス、アングレームに国際バンド・デシネおよびイメージ都市（国立フランス漫画イメージセンター、Centre national de la bande dessinée et de l'image）がオープン。
- 1992年（平成4年）
  - 熊本県湯前町に「湯前まんが美術館」が開館。建物は桂英昭の設計で、くまもとアートポリスの一環として建造され、公民館等を併設している。湯前町出身の政治漫画家那須良輔の作品を常設展示している。
- 1993年（平成5年）
  - 山梨県河口湖町（現:富士河口湖町）に「すずき大和漫画館」が開業。
- 1994年（平成6年）
  - 兵庫県宝塚市に手塚治虫を記念した「宝塚市立手塚治虫記念館」が開館。
  - 岡山県川上町（現:高梁市）に「吉備川上ふれあい漫画美術館」が開館。
- 1995年（平成7年）
  - 秋田県増田町（現:横手市）の町制施行100周年記念事業として「増田まんが美術館」が開館。増田町は矢口高雄の出身地でもあり、同氏が名誉館長を務める。
  - 高知県香北町（現:香美市）に「香美市立やなせたかし記念館」（愛称名：アンパンマンミュージアム）が開館。
- 1997年（平成9年）
  - 広島県広島市に「広島市まんが図書館」が開館。日本初の公立の漫画専門の図書館である。
- 1998年（平成10年）
  - 宮城県塩竈市に「長井勝一漫画美術館」が開館。
- 1999年（平成11年）
  - 大阪府大阪市に「現代マンガ資料館」が開館。
  - 静岡県清水市（現:静岡市清水区）に「ちびまる子ちゃんランド」が開業。
- 2000年（平成12年）
  - 鳥取県境港市に『ゲゲゲの鬼太郎』（水木しげる）に由来した「妖怪神社」が創建。
  - 岡山県倉敷市に「倉敷いがらしゆみこ美術館」が開館。
  - 宮城県中田町（現:登米市）「石ノ森章太郎ふるさと記念館」が開館。
  - 茨城県龍ケ崎市商工会が銀行の跡地に誘致した市立のまんが図書館、市街地活力センター「まいん」が開館。
- 2001年（平成13年）
  - 宮城県石巻市に「石ノ森萬画館」が開館。
  - 東京都三鷹市に「三鷹の森ジブリ美術館（正式名称:三鷹市立アニメーション美術館）」が開館。運営は財団法人徳間記念アニメーション文化財団が行っている。
- 2002年（平成14年）
  - 高知県高知市の高知市文化プラザかるぽーと内に「横山隆一記念まんが館」が開館。
- 2003年（平成15年）
  - 東京都練馬区の東映アニメーション大泉スタジオ内に「東映アニメーションギャラリー」が開館。主に東映アニメーション作品のPRスペースとして展示。
  - 鳥取県境港市に「水木しげる記念館」が開館。2007年（平成19年）にテーマパーク『ゲゲゲの妖怪楽園』もオープン。
  - 東京都青梅市に「青梅赤塚不二夫会館」が開館。
- 2005年（平成17年）
  - 東京都杉並区に「杉並アニメーションミュージアム」が開館。
- 2006年（平成18年）
  - 京都府京都市中京区の龍池小学校跡地に「京都国際マンガミュージアム」が開館。国内外の漫画に関する資料を集める総合的な漫画ミュージアムである。明治時代の雑誌や戦後の貸本などの貴重な歴史資料も展示。運営は京都市と京都精華大学が共同で行っている。
  - 東京都千代田区（秋葉原）の秋葉原UDX内に「東京アニメセンター」が開館。
  - 神奈川県横浜市に「横浜アンパンマンこどもミュージアム」が開業。
- 2007年（平成19年）
  - 鳥取県北栄町に「青山剛昌ふるさと館」が開館。
- 2009年（平成21年）
  - 石川県輪島市に「永井豪記念館」が開館。
  - 東京都千代田区に「米沢嘉博記念図書館」が開館。運営は明治大学が行っている。
- 2011年（平成23年）
  - 宮城県仙台市宮城野区に「仙台アンパンマンこどもミュージアム&モール」が開業。
  - 神奈川県川崎市生田区の生田緑地敷地（向ヶ丘遊園跡地）内に「藤子・F・不二雄ミュージアム」が開館。
- 2012年（平成24年）
  - 福岡県北九州市のあるあるCity内に「北九州市漫画ミュージアム」が開館。松本零士のコーナーの他、関谷ひさしの仕事場を再現したコーナーや、約5万冊の漫画が読める閲覧ゾーンがある。
- 2013年（平成25年）
  - 新潟県新潟市に「新潟市マンガの家」と「新潟市マンガ・アニメ情報館」が開館。
  - 兵庫県神戸市のハーバーランドに「神戸アンパンマンこどもミュージアム&モール」開業。
- 2014年（平成26年）
  - 福岡県福岡市博多区に「福岡アンパンマンこどもミュージアム in モール」が開業。
- 2015年（平成27年）
  - 福島県田村郡三春町に福島ガイナックス（現・福島ガイナ）による「空想とアートのミュージアム 福島さくら遊学舎」が開館。
- 2016年（平成28年）
  - 東京都港区六本木に「スヌーピーミュージアム」が開館（2018年9月までの期間限定開館）。2019年12月、東京都町田市鶴間（南町田グランベリーパーク駅前）の再開発エリア「南町田グランベリーパーク」内へ移転。
- 2019年（平成31年）
  - 埼玉県飯能市のメッツァ内に「ムーミンバレーパーク」を開設。
- 2020年（令和2年）
  - 東京都青梅市の青梅赤塚不二夫会館が閉館。
  - 東京都豊島区に「トキワ荘マンガミュージアム」が開館（当初は3月22日開館を予定[8]）。
  - 埼玉県所沢市のところざわサクラタウン内に「角川武蔵野ミュージアム」が開館。
- 2022年（令和4年）
  - 愛知県長久手市に「ジブリパーク」が11月1日に開館。
- 2024年（令和6年）
  - 静岡県沼津市に「キン肉マンミュージアム in 沼津」が4月29日に開館。
- 2025年（令和7年）
  - 東京都葛飾区に「こち亀記念館」が3月22日に開館。
- 未定
  - 東京都千代田区 明治大学 東京国際マンガ図書館（仮称・当初の開館目標は2014年）

### その他
- 広島市民球場の跡地問題でアニメーションミュージアムを整備する案が出ており、経産省から支援されている。なお広島では世界4大アニメ映画祭の1つ、広島国際アニメーションフェスティバルが開催されている。

## 世界のマンガ・アニメ博物館
- タンペレ市立美術館ムーミン谷美術館 （日本語WEBあり） フィンランド タンペレ
- ベルギー漫画センター（Centre belge de la bande dessinée--Belgisch centrum van het beeldverhaal） ベルギー ブリュッセル。ベルギーの漫画に関する博物館。
- ミュゼ・エルジェ（Musée Hergé） ベルギー オッティニールーヴァンラヌーヴ。ベルギー発の漫画、冒険物語「タンタンの冒険」の博物館
- 国際バンド・デシネおよびイメージ都市（la Cité international de la bande dessinée et de l'image）（CIBDI）フランス アングレーム。毎年アングレーム国際漫画祭が開かれる
- トミー・アンゲラー美術館　国際イラストセンター（Musée Tomi Ungerer/Centre international de l’illustration）フランス ストラスブール
- The Museum of Comic and Cartoon Art（MoCCA）米国 ニューヨーク
- 漫画博物館（Cartoon Art Museum） 米国 サンフランシスコ（カリフォルニア州）
- The Ohio State University Billy Ireland Cartoon Library & Museum 米国 チリコシー（オハイオ州）
- Charles M. Schulz Museum and Research Center 米国 サンタローザ（カリフォルニア州）スヌーピーなどを展示
- Chester Gould-Dick Tracy Museum 米国 ウッドストック（イリノイ州 マクヘンリー郡）
- ToonSeum 米国 ピッツバーグ（ペンシルバニア州）
- Geppi's Entertainment Museum 米国 ボルチモア（メリーランド州）
- The Walt Disney Family Museum 米国 サンフランシスコ（カリフォルニア州）
- National Cartoon Museum 米国 スタンフォード（コネチカット州） 2002年閉鎖
- Words & Pictures Museum 米国 ノーサンプトン（マサチューセッツ州）1999年閉鎖
- 韓国漫画映像振興院 韓国 冨川市の漫画博物館。「資料館」や「体験館」、「漫画閲覧室」などがある。
- 春川（チュンチョン）アニメーション博物館 韓国 春川市
- 諷刺漫画博物館 インドネシア（Museum Kartun Indonesia Bali）バリ島 クタ。東南アジア初の諷刺漫画博物館
- 上海動漫博物館 中国 上海市
- 中国動漫博物館　中国　杭州
- 動漫基地　香港2018年閉鎖
- 國家図書館・芸術および視聴覚資料センター（國家圖書館藝術暨視聽資料中心）台湾　台北市
- 台北市立図書館中崙分館 台湾　台北市
- 台灣漫畫基地  （日本語WEBあり）台湾　台北市
- 劉興欽漫畫暨發明展覽館 台湾　新竹縣橫山鄉
- 国家漫画博物館台湾　台中市2020年開館予定
- The Cartoon Museum イギリス ロンドン
- 18 Stafford Terrace イギリス ロンドン
- British Cartoon Archive イギリス カンタベリー ケント州
- Linley Sambourne House イギリス ロンドン
- National Media Museum  イギリス　ウエストヨークシャー
- Wilhelm Busch Museum（ドイツ語 Wilhelm Busch – Deutsches Museum für Karikatur und Zeichenkunst） ドイツ ハーノーバー
- Haus der Geschichte der Bundesrepublik Deutschland ドイツ ボン
- Caricature & Cartoon Museum Basel スイス バーゼル
- Caricature Museum （スペイン語 Museo de la Caricatura）メキシコ メキシコシティ*[Gibiteca Antonio Gobbo] ブラジル ベロオリゾンテ （ミナスジェライス州）
- Lambiek オランダ アムステルダム
- Museum of Caricature, Warsaw （ポーランド語 Muzeum Karykatury） ポーランド ワルシャワ
- Museum of Sketches for Public Art （スウェーデン語 Skissernas museum - Arkiv för dekorativ konst,） スウェーデン スコーネ
- Storm P. Museum デンマーク コペンハーゲン
- Australian Centre for the Moving Image オーストラリア メルボルン

## 評価
近年、こうした博物館・美術館が増えている背景に、アニメやマンガで育った世代の増加で世間に受け入れられやすくなっていることや、日本発のアニメ・マンガが世界に広く輸出され、その文化的、商業的な価値が見直されつつあることが挙げられる（萌えおこしも参照のこと）。
一方で、そのあり方を巡って、特に公営のものについては箱物行政との批判を受けることもある。例として国立メディア芸術総合センターは、従来の美術館では扱わないマンガ、アニメや電子機器を用いたアートなど近代商業芸術を総合的に扱う施設として計画されたが、計画そのものが見切り発車だったこともあり、「国営の漫画喫茶」「アニメの殿堂」などと揶揄され当時の野党やメディアの批判の的となり、後に建設は中止となった。
その後の方針として企画展などの巡回または全国ミュージアム横断資料検索システムの構成に向け動き出すなど全国にあるミュージアム間の連携がより重視されるようになった。